# Música barroca
La música barroca és un estil musical europeu que abasta tot el segle xvii i la primera meitat del segle xviii. Durant aquest període s'estabilitzarà l'afinació dels instruments, la notació, s'aniran preferint els modes major i menor sobre els antics modes eclesiàstics i es tendirà a una consciència més vertical de la música, l'harmonia, originant així l'estil tonal.
Musicalment, en una primera etapa (1600-1650) de la música barroca la melodia es feu preponderant, originant l'anomenada monodia acompanyada, i nasqueren el drama per música, o òpera primitiva, i l'oratori. Posteriorment, es cultivà també la suite, altres modalitats d'òpera com el bel canto i les passions, la sonata i el concert.
A la següent etapa, anomenada Barroc mitjà (1650-1680), hi predominava l'òpera i la cantata. L'última etapa anomenada Barroc tardà (1680-1750), es caracteritzava pel predomini de la música instrumental sobre la música vocal. També era l'època del concert i d'obres més llargues quant a dimensió.
Al llarg de tot el període l'expressió prevalgué sobre la forma. Són distintius del Barroc:
- la riquesa d'ornamentació,
- la tendència a les variacions tant en el camp vocal com en l'instrumental,
- l'aplicació de la tècnica del baix continu,
- l'aparició de noves formes organístiques.

## Origen del terme
El terme barroc es va prendre de l'arquitectura, on designava alguna cosa «retorçada», una construcció «pesant, elaborada, embolicada» (sent el terme original un reintegracionisme que descrivia una perla deformada o joia falsa). Al segle xviii es va usar en sentit pejoratiu per descriure les característiques del gènere musical del segle anterior, que es considerava «tosc, estrany, aspre i antiquat».

## Interpretació barroca
En la música barroca hi havia dues maneres bàsiques d'enllaçar dues notes:
- Legato (lligat)
- Staccato (colpejat)

Els teòrics i compositors barrocs aconsellen interpretar els valors llargs legato i els curts staccato. En els manuscrits del segle xvii i primera meitat del segle xviii les indicacions de matís, fraseig i articulació són escasses. Això és perquè els intèrprets de l'època eren sovint compositors i coneixien les normes d'interpretació pels tractats i per la transmissió oral. A més, la improvisació era un aspecte important, sobretot en la música de teclat. Cada intèrpret podia variar l'obra original segons el seu gust personal.

## Periodització i evolució[4]

### El Barroc primerenc (1580–1630)
Des de les últimes dècades del segle xvi es va iniciar la dissolució de l'antic estil polifònic renaixentista, caracteritzat per una textura polifònica imitativa homogènia. Dos van ser les novetats principals:
- La policoralitat, típica de la música religiosa de l'escola veneciana (Giovanni Gabrieli), consistent en l'alternança entre diversos grups vocals o instrumentals situats en diverses ubicacions (cori spezzati, típics de la Basílica de Sant Marcos). Una evolució natural de la policoralitat va ser l'estil concertant, en el qual es contrasten instruments contra veus (com en els concerti ecclesiastici), o solistes contra el conjunt general.
- La monodia acompanyada, en la qual una sola veu aguda concentra tot l'interès musical. El seu acompanyament instrumental s'escrivia de forma taquigràfica com a baix continu. La Camerata florentina va ser decisiva en la difusió d'aquesta monodia acompanyada i el seu objectiu, posar la música com a serva de la paraula, va cristal·litzar finalment en l'òpera; per això els interessava imitar l'antiga monodia hel·lènica amb acompanyament de khitara: Vincenzo Galilei, pare de l'astrònom Galileu, va escriure el 1581 un tractat sobre el gènere musical polifònic neerlandès amb el títol Dialogo della Musica Antica i della Moderna. Els seus nous gèneres musicals recitatiu, expressiu i representatiu utilitzaven a més noves llicències en l'ús de dissonàncies i modulacions.

En aquest context artístic apareix la figura del músic de Cremona, Claudio Monteverdi. Mestre del stile antico (aplicat al gènere polifònic del madrigal) i del stile moderno (la monodia acompanyada), donaria forma a aquesta òpera creada recentment. En paral·lel, es va desenvolupar l'oratori religiós, gràcies a la influència de Felip Neri.

### El Barroc mitjà (1630–1680)
L'èxit internacional de la música italiana en general i de l'òpera en particular va expandir per tot Europa (Alemanya, Àustria, Anglaterra, Espanya…) els recursos de la monodia i de l'estil concertant. Mentrestant, a Itàlia autors com Antonio Cesti, Francesco Cavalli i Luigi Rossi suavitzaven la duresa de l'estil monòdic original per desenvolupar l'òpera belcantista, en la qual se separaven ja clarament recitatius i àries. La nova òpera va passar de ser un espectacle aristocràtic a entreteniment de les capes altes de la classe mitjana, gràcies a la lliure compra d'entrades en els teatres napolitans i venecians. L'òpera francesa (sota diversos noms) va començar el seu enlairament en la cort de Lluís XIV, en el mateix temps i lloc en què la família Hotteterre desenvolupava els nous instruments de fusta barrocs (oboè, fagot, flautes travesseres i de bec…) i en què es fixava la suite instrumental francesa.
En el nord d'Itàlia (Mòdena, Venècia i, sobretot, l'escola bolonyesa) la música instrumental estableixi les bases de la tonalitat i de les formes del Barroc tardà. Autors com Giovanni Legrenzi, Maurizio Cazzati, Alessandro Stradella o Tomaso Antonio Vitali converteixen la vella canzona en la nova sonata en trio, d'un clar caràcter virtuós i contrapuntístic.

### El Barroc tardà (1680–1730)
El Barroc tardà se situa aproximadament entre 1680 i 1730. Un cop més és Itàlia el país que va marcar les tendències innovadores, entre els trets més notables de les quals hi ha:
- La plena adopció de les fórmules tonals, a partir de l'escola bolonyesa (Torelli) i més tard Corelli: cadències freqüents i molt clares com a marc formal, progressions amb moviment de cinquenes, cadenes de retards, acords paral·lels de sisena…
- L'extensió de l'estil de concert, aplicat a l'òpera i a la música instrumental: ús de ritornels, contrastos entre tutti i solo, baixos de gran empenta rítmica, passatges en uníson, homofonia governada pel baix continu…

L'enorme influència de Corelli va portar l'estil italià a tot Europa. A França va desplaçar fins i tot a la fortíssima tradició musical local originada a Lully, no sense grans resistències (fins a la tardana Baralla dels bufons), i a Anglaterra van ser directament els seus deixebles, com Francesco Geminiani, els autors més influents. Autors alemanys de primer nivell com Bach, Telemann i Händel van estudiar i van imitar l'estil italià.
Els compositors barrocs la música dels quals està actualment més difosa pertanyen a la generació nascuda al voltant de 1685: Antonio Vivaldi a Itàlia, Georg Friedrich Händel, Johann Sebastian Bach i Georg Philipp Telemann a Alemanya, Jean Philippe Rameau a França i Domenico Scarlatti, espanyol d'adopció.

## Instruments barrocs

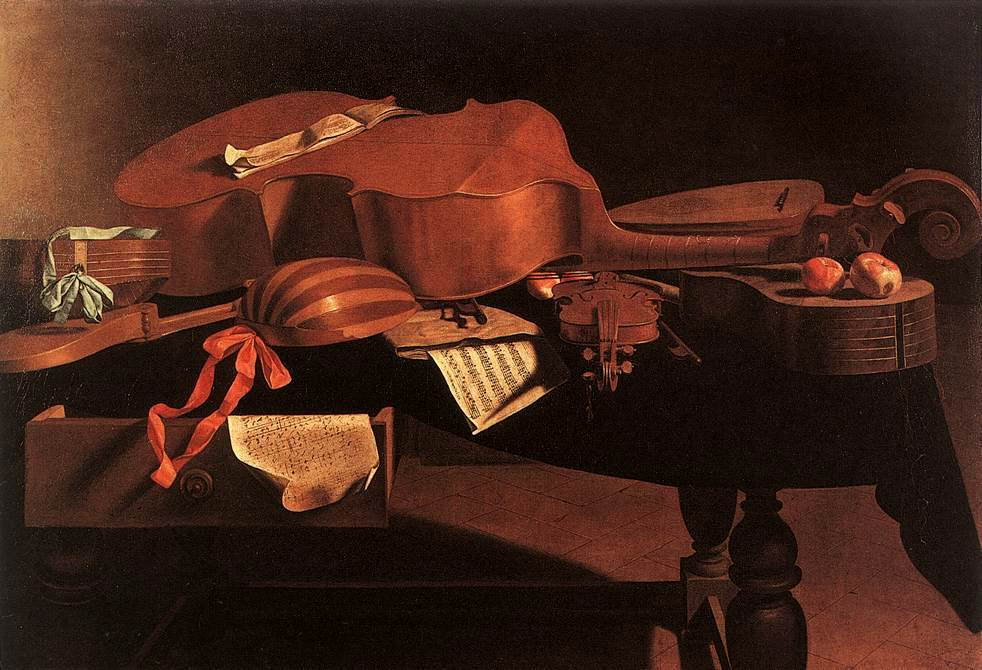
Evaristo Baschenis, Instruments musicals,.

El Barroc va conèixer la transformació dels instruments renaixentistes cap a models dinàmicament més flexibles i va veure aparèixer l'orquestra en el sentit modern del terme. Nascuda durant el segle xvi en ambients populars, la família del violí (violins, violes, violoncels) va aconseguir el seu grau màxim de perfecció constructiva al segle xvii, fins al punt que llavors van quedar fixats els models que, en el fonamental, han estat reproduïts durant els segles següents, gràcies a la tasca de famílies d'artesans com els Stradivari, creadors dels Stradivarius, i els Amati. Paral·lelament, va sobreviure a ple rendiment la fabricació de viola d'arc, extingida, no obstant això, cap al final del període. Es perfeccionaren molt els instruments d'arc amb la innovació de l'arc planer.
Els instruments de fusta van ser radicalment transformats per la família Hotteterre a la cort francesa de Versalles, apareixent llavors l'oboè, el fagot i la flauta travessera barroca, que guanyà terreny a la flauta de bec en les orquestres, malgrat que en la música de cambra va existir un conreu notable d'obres per a flauta de bec contralt, especialment. D'altra banda, es continuen utilitzant instruments d'altres èpoques com el sacabutx, la trompeta i la trompa, tots dos sense pistons.
L'oboè fou un instrument important, que comença amb la música de Jean-Baptiste Lully, però, misteriosament desaparegué, però després es tornaren a escriure peces per l'oboè.
Els instruments de teclat més comuns eren l'espineta, el virginal, el clavicèmbal i el clavicordi. I, en l'àmbit religiós, l'orgue.

## Formes o gèneres musicals barrocs
- Formes instrumentals.
  - Preludi, Tocata i Fuga: formes breus, generalment, per a instruments de tecla.
  - Sonata a trio: generalment per a dos violins que porten la part melòdica i un baix de clau).
  - Suite: per a instrument solista o agrupació musical de cambra. Estava composta d'un conjunt de danses alternant les danses lentes i les ràpides. Interpretada per un instrument solista o per un grup instrumental.
  - Concerto grosso: per a orquestra i un petit grup de solistes.
  - Concert solista: per a orquestra amb un instrument solista. A poc a poc anirà prenent un caràcter virtuosístic.
- Formes vocals
  - Cantata: evolució del madrigal. Tot i que inicialment té un origen profà, va acabar adquirint importància com a música religiosa. Composta a partir d'un text religiós de caràcter líric, amb acompanyament instrumental per a un o més solistes (amb cor o sense) o fins i tot només per a cor. Els compositors més importants van ser Carissimi (creador de l'oratori), Alessandro Scarlatti, Bononcini, Schütz, Telemann, Buxtehude, i el més important de tots Bach.
  - Oratori: evolució del motet. Forma vocal religiosa no litúrgica, de caràcter narratiu sobre un tema de l'Antic o del Nou Testament sense representació escènica. Té una estructura similar a l'òpera. Tot i que diferencia de l'òpera, quasi sempre en italià, els oratoris solen escriure's en llengua vernacla. Els compositors més destacats van ser Carissimi, Stradella, Alessandro Scarlatti, Pergolesi i Händel
  - Òpera: evolució de l'opera in musica dels inicis del barroc. És una forma vocal profana amb acompanyament instrumental (orquestra) i destinada a la representació escènica.

Els corrents humanistes, en particular la Camerata florentina, buscaven ja a la fi del xvi una posada al dia de l'antic teatre grec, basant-se, no obstant això, en formes musicals recents, com el drama litúrgic, el drama pastoral, les comèdies madrigalesques amb figures de la commedia dell'arte i els intermezzi teatrals. Els successius experiments en els quals la música vocal es combinava amb danses i escenes teatrals parlades van forjar finalment un espectacle musicalment continuat, en què aquestes escenes parlades eren substituïdes per recitatius: havia nascut l'òpera. Entre les primeres conservades s'expliquen la Dafne (1598) de Jacopo Peri, el tema de la qual va ser significativament pres de Les Metamorfosis d'Ovidi, i Euridice (1600), també de Jacopo Peri; però va ser Claudio Monteverdi amb el seu L'Orfeo (1607) qui va consolidar la forma. Té diverses parts:
- Obertura: primer fragment que interpreta l'orquestra abans que s'aixequi el teló.
- Recitatiu: fragment cantat de caràcter narratiu a través del qual es desenvolupa la trama argumental.
- Ària: fragment musical de caràcter líric en el qual els cantants lluïen les seves facultats i servia per expressar els sentiments dels personatges.
- Duet, trio, quartet…: fragment de música vocal cantat per dues, tres o quatre persones amb acompanyament instrumental.
- Passatges instrumentals: realitzats per l'orquestra, serveixen d'enllaç entre les diferents parts de l'òpera.
- Cor: fragment de l'òpera cantat per un cor, generalment a quatre veus.
- Ballet: intervenen en algunes òperes com a complement.

## Músics barrocs[6]
- A Itàlia
  - Arcangelo Corelli (música instrumental, de tecla i òpera)
  - Claudio Monteverdi (òpera)
  - Alessandro Scarlatti (òpera: introduí les àries da capo)
  - Domenico Scarlatti (instruments de teclat)
  - Tomaso Albinoni (òpera)
  - Antonio Vivaldi (música instrumental)
  - Agostino Agazzari (música religiosa)
  - Nicola Matteis (música instrumental)
  - Giovanni G Kapsberger músic alemany fincat a Itàlia (música instrumental)
- A França
  - François Couperin (instruments de teclat)
  - Jean-Philippe Rameau (instruments de teclat)
  - Jean Baptiste Lully (òpera)
- A Castella
  - Francisco Correa de Arauxo (música religiosa i profana).
  - Gaspar Sanz (guitarra).
  - Nicolás de Santa María (música religiosa)
- A Anglaterra
  - George Frideric Händel (la seva obra reflecteix influències de la música francesa, italiana, alemanya i anglesa)
  - Henry Purcell (teatre, instrumental, religiosa…)
- A Alemanya
  - Heinrich Schütz (iniciador de l'estil barroc a Alemanya i compositor de música religiosa)
  - Georg Philipp Telemann (música religiosa, instrumental…)
  - Johann Pachelbel (instruments de teclat)
  - Johann Sebastian Bach (treballà tots els gèneres tret de l'òpera)
- Als Països Catalans
  - Tomàs Milans (mestre de capella del palau de la comtessa de Barcelona)
  - Francesc Valls (mestre de capella de la catedral de Barcelona)
  - Joan Cererols (música religiosa de Montserrat).
  - Joan Baptista Comes (música religiosa).
  - Joan Baptista Cabanilles (música religiosa i profana).
  - Domènec Terradellas (el més gran compositor d'òpera catalano-italià del segle xviii)